# Automeris fletcheri
Automeris fletcheri é uma espécie de mariposa do gênero Automeris, da família Saturniidae.
Sua ocorrência  foi registrada na Guiana Francesa, em Saint-Jean-du-Maroni. Também foi encontrada no Suriname e na Venezuela.